# Там, де сонце встає...
"Там, де сонце встає… " — дебютний альбом гурту «Веремій». Диск побачив світ 22 вересня 2012 року на лейблі Наш Формат. Запис відбувався на студіях Андрія Хаврука (Тінь Сонця) та Івана Лузана (Тінь Сонця).

## Про альбом
Події, які описані в цій роботі, торкаються часів Київської Русі. А саме кінця XII століття, коли відбувся славнозвісний похід
на половців князя Ігоря, що описано в відомому «Слові о полку Ігоревім». Легендарні історичні події, що відбуваються в такій незайманій
мальовничій природі, постають в кожній пісні. Тексти торкаються всієї нашої історії: від дохристиянської Русі, Козаччини, і аж до сьогодення. Пісні, які так глибоко торкаються минулого, постають актуальними сьогодні. Веремій таким чином ненав'язливо розповідає про сучасні проблеми українців: про проблеми екології, про соціальні проблеми, відроджує забуті легенди, оповіді і т. д.

## Список композицій
Автор слів Віталій Калініченко, автор музики Веремій. 
| #     | Назва                   | Тривалість |
| ----- | ----------------------- | ---------- |
| 1.    | «Світанок (intro)»      | 1:57       |
| 2.    | «Коломийка про весну»   | 1:51       |
| 3.    | «Кам'яна ріка (Либідь)» | 6:11       |
| 4.    | «Діва Озера»            | 5:09       |
| 5.    | «Пісня про похід Ігоря» | 5:37       |
| 6.    | «Колискова»             | 4:47       |
| 7.    | «Тихий гай»             | 3:56       |
| 8.    | «Сліпий воїн»           | 4:51       |
| 9.    | «Ворон і небо»          | 4:22       |
| 10.   | «Заграва (outro)»       | 1:18       |
| 40:02 |                         |            |

| Бонус треки | Бонус треки                | Бонус треки |
| #           | Назва                      | Тривалість  |
| ----------- | -------------------------- | ----------- |
| 11.         | «Моя вічність»             | 3:15        |
| 12.         | «Тихий гай (повна версія)» | 5:10        |

## Музиканти
- Віталій Калініченко — вокал
- Олександр Селюк — ударні
- Павло Попроцький — флейта/сопілка
- Денис Бойко — гітара
- Дмитро Романець — бас
- Ігор Владимиров — гітара
- Андрій Харченко — скрипка
- Антоніна Сидоренко — віолончель
- Тетяна Дубченко — скрипка